# Eleição para governador do Alasca em 1974
A eleição para governador do estado americano do Alasca em 1966 foi realizada em 8 de novembro de 1966 e elegeu o governador do Alasca. As primárias foram realizadas em 23 de agosto de 1958.
Pela segunda vez no estado, as primárias dos partidos democrata e republicano foram realizadas juntas. Jay S. Hammond teve 34%, William A. Egan 24,5%, o ex-governador Wally Hickel ficou em terceiro com 24,9%, o ex-governador Keith H. Miller em quarto com 13%, Don R. Wright com 1%, Eben Hopson com 1% e Donn Hopkins com 0,3%. Os republicanos juntos tiveram 60.463 votos (72,54%), os democratas 22.370 votos (27,46%).
Na eleição geral, Jay S. Hammond teve 287 votos a mais que William A. Egan, vencendo a eleição com 47,67% dos votos.